# State College
State College är ett borough i Centre County i delstaten Pennsylvania. Orten är säte för Pennsylvania State University och har uppkallats efter Penn State vars tidigare namn är Pennsylvania State College. Vid 2010 års folkräkning hade State College 42 034 invånare.

## Kända personer från State College
- Guard Young, gymnast